# Proechimys canicollis
Proechimys canicollis és una espècie de mamífer rosegador de la família de les rates espinoses. Viu a Colòmbia i Veneçuela. Es tracta d'un animal nocturn, terrestre i solitari que s'alimenta de llavors, fruita, fongs, fulles i insectes. El seu hàbitat natural són els boscos caducifolis i les vores dels boscos. És una espècie en risc mínim, és a dir, no sembla que hi hagi cap amenaça significativa per a la seva supervivència.